# Pholcomma mantinum
Pholcomma mantinum är en spindelart som beskrevs av Claude Lévi 1964. Pholcomma mantinum ingår i släktet Pholcomma och familjen klotspindlar. Inga underarter finns listade i Catalogue of Life.